# Przedsiębiorstwo Usług Kolejowych KOLPREM
Przedsiębiorstwo Usług Kolejowych KOLPREM Spółka z o.o. (VKM: KLP), zkráceně KOLPREM, je polský železniční dopravce se sídlem v Dąbrowě Górnicze. Vedle provozování vleček mateřského podniku ArcelorMittal Poland se zabývá také provozováním nákladní železniční dopravy na veřejných sítích v Polsku a Česku.

## Historie
Společnost vznikla v roce 1999 pod názvem HK Utrzymanie Ruchu ZTK vyčleněním údržby provozu vlečky Huta Katowice. V roce 2001 byl do firmy začleněn rovněž dopravní provoz na vlečce a název byl změněn na Przedsiębiorstwo Usług Kolejowych KOLPREM. Od roku 2004 firma provozuje nákladní dopravu rovněž na železniční síti PKP Polskie Linie Kolejowe, od roku 2017 rovněž na tratích Správy železniční dopravní cesty.

## Lokomotivy
Společnost disponuje motorovými lokomotivami řad SM30, SM42, S200 a SM48 (TEM2) pro vlečkový provoz. S šestinápravovými lokomotivami S200 a TEM2 firma zahájila také provoz vlaků mimo vlečky, ty pak později doplnila pronajatými lokomotivami M62, M62M a BR232. Park lokomotiv pak společnost začala doplňovat také elektrickými lokomotivami řad 3E/1, EU07 a 183.
Pro provoz v Česku firma upravila v roce 2017 jednu lokomotivu řady S200, konkrétně stroj S-251. Od července 2018 Kolprem začal v Česku jezdit rovněž s elektrickou lokomotivou řady 182 (konkrétně se strojem 182.097), kterou má v pronájmu od Industrial Division. Od roku 2018 si společnost pronajímá od firmy Akiem rovněž vícesystémové elektrické lokomotivy Bombardier TRAXX MS2e, od roku 2020 pak začal provozovate lokomotivy stejného typu z polského poolu Industrial Division.